# Flagstaff Townsite Historic Residential District
Pour les articles homonymes, voir Flagstaff.
Le Flagstaff Townsite Historic Residential District est un district historique américain situé à Flagstaff, dans le comté de Coconino, en Arizona. Il est inscrit au Registre national des lieux historiques depuis le 30 avril 1986.